# قسم دالانكوه الريفي (مقاطعة فريدن)
قسم دالانكوه الريفي (بالفارسية: دهستان دالانکوه) هي منطقة سكنية تقع في البلدة المركزية في إيران. يقدر عدد سكانها بـ 3,971 نسمة .